# Parajas
Parajas, o Paraxes en asturià, és una parròquia del conceyu asturià d'Allande. Té una superfície de 2,62 km² i una població de 48 habitants (INE Arxivat 2016-03-03 a Wayback Machine., 2011) repartides en les 2 poblacions que la formen.
El seu codi postal és el 33815.

## Entitats de població
- Parajas: es troba a 540 msnm, en el marge dret del riu Arganza, a uns 15 quilòmetres de Pola de Allande, la capital del conceyo. Hi viuen 22 persones. La seua església parroquial, probablement del segle xv, presenta nau única i capçalera quadrada. El més destacable d'ella és la seua espadanya de carreu amb doble arcada de mig punt.
- Argancinas